# Middelburg (Mpumalanga)
Middelburg is een plaats in de Zuid-Afrikaanse provincie Mpumalanga.
Middelburg telde in 2010 naar schatting 188.800 inwoners. Bij de volkstelling van 1996 telde het nog 104.189 inwoners.
Op 18 oktober 1913 overleed koning Dinuzulu hier op de boerderij Uitkyk.
Op 5 juli 1998 werden hier drie leden van de familie Robbertze vermoord, bij een van de zogenaamde Plaasmoorde.